# Günther Hölbl
Günther Hölbl (* 12. November 1947 in Wien) ist ein österreichischer Ägyptologe und Althistoriker.
Günther Hölbl studierte an der Universität Wien zunächst Latein und Geschichte auf Lehramt. 1972 erlangte er seinen Magisterabschluss. Es schloss sich ein Promotionsstudiengang der Fächer Ägyptologie und Klassische Philologie an. Die Promotion erfolgte 1975, 1978 wurde er Universitätslektor für hellenistisches und römisches Ägypten an der Universität Wien. 1982 erfolgte hier die Habilitation für Ägyptologie und die Ernennung zum Universitätsdozenten. Er lehrte bis 2012 am Institut für Alte Geschichte sowie am Institut für Ägyptologie der Universität Wien. Seit 1983 unterrichtete Hölbl zusätzlich an der Universität Salzburg, von 2004 bis 2012 ebenfalls an der Universität Catania (zunächst in Syrakus, 2011–2012 am Corso di Laurea in Archeologia in Catania). 1998 wurde Hölbl zum außerordentlichen Universitätsprofessor in Wien ernannt. Hauptberuflich war er von 1983 bis 1993 wissenschaftlicher Mitarbeiter der Ägyptischen Kommission der Österreichischen Akademie der Wissenschaften und von 1993 bis 2003 Kurator an der Ägyptisch-Orientalischen Sammlung des Kunsthistorischen Museums in Wien.
Günther Hölbls Spezialgebiete sind die Geschichte und Kultur des ptolemäischen und römischen Ägypten. Ein weiteres Hauptarbeitsgebiet ist die Erforschung der Ausbreitung altägyptischer Kultur und Religion in den Mittelmeerraum.

## Schriften
- Zeugnisse ägyptischer Religionsvorstellungen für Ephesus. Brill, Leiden 1978, ISBN 90-04-05688-2.
- Beziehungen der ägyptischen Kultur zu Altitalien. 2 Bände, Brill, Leiden 1979, ISBN 90-04-05487-1.
- Museo Archeologico Nazionale di Napoli. Le stele funerarie della Collezione Egizia. Istituto Poligrafico e Zecca dello Stato, Roma 1985, ISBN 88-240-3021-1.
- Ägyptisches Kulturgut im phönikischen und punischen Sardinien. 2 Bände, Brill, Leiden 1986, ISBN 90-04-07182-2.
- Ägyptisches Kulturgut auf den Inseln Malta und Gozo in phönikischer und punischer Zeit. Die Objekte im Archäologischen Museum von Valletta. Österreichische Akademie der Wissenschaften, Wien 1989 (= Sitzungsberichte der Österreichischen Akademie der Wissenschaften, Philosophisch-Historische Klasse. Band 538; Studien zum ägyptischen Kulturgut im Mittelmeerraum. Band 1; Veröffentlichungen der Ägyptischen Kommission der Österreichischen Akademie der Wissenschaften. Nummer 1) ISBN 3-7001-1637-3.
- Geschichte des Ptolemäerreiches. Politik, Ideologie und religiöse Kultur von Alexander dem Großen bis zur römischen Eroberung. Wissenschaftliche Buchgesellschaft, Darmstadt 1994, ISBN 3-534-10422-6 (durchgesehener Nachdruck 2004, ISBN 3-534-17675-8, englisch 2002).
- Altägypten im Römischen Reich. Der römische Pharao und seine Tempel.
  - Band 1: Römische Politik und altägyptische Ideologie von Augustus bis Diocletian, Tempelbau in Oberägypten (= Zaberns Bildbände zur Archäologie.). von Zabern, Mainz 2000, ISBN 3-8053-2392-1.
  - Band 2: Die Tempel des römischen Nubien (= Zaberns Bildbände zur Archäologie.). von Zabern, Mainz 2004, ISBN 3-8053-3396-X.
  - Band 3; Heiligtümer und religiöses Leben in den ägyptischen Wüsten und Oasen (= Zaberns Bildbände zur Archäologie). von Zabern, Mainz 2005, ISBN 3-8053-3512-1.
- Aegyptiaca aus Al Mina und Tarsos im Verbande des nordsyrisch-südostanatolischen Raumes (= DenkschrWien. Band 498; Archäologische Forschungen. Band 28). ÖAW, Wien 2017, ISBN 978-3-7001-8045-6.
- Aegyptiaca nella Sicilia greca di VIII–VI sec. a.C. Con un contributo di E. Haslauer (= Accademia Nazionale dei Lincei. Monumenti Antichi, serie miscellanea. – Band XXVI, LXXXI della serie generale). G. Bretschneider, Roma 2021, ISBN 978-88-7689-335-3.
- The Shrine of Eileithyia. Minoan Goddess of Childbirth and Motherhood at the Inatos Cave in Southern Crete. Band I: The Egyptian-Type Artifacts. With contributions by Ph. P. Betancourt and K. Chalikias (= Prehistory Monographs. Band 69). INSTAP Academic Press, Philadelphia (Penns.) 2022, ISBN 978-1-931534-34-5.
- mit Marianne Kleibrink: Reperti egizi ed egittizzanti dal Timpone della Motta. Scavi archeologici a Francavilla Marittima (1991–2004). Rubbettino, Soveria Mannelli 2024, ISBN 978-88-498-8168-4.